# Medea Dome
Der Medea Dome ist ein 350 m hoher Eisdom an der Oskar-II.-Küste des Grahamlands auf der Antarktischen Halbinsel. Er ragt am östlichen Ende des Philippi Rise nahe der Basis der Jason-Halbinsel auf. 
Geodätisch vermessen wurde er 1953 vom Falkland Islands Dependencies Survey. Das UK Antarctic Place-Names Committee benannte ihn 1956 nach der Medea, einer Frauengestalt der griechischen Mythologie.